# Hednota stenipteralis
Hednota stenipteralis là một loài bướm đêm trong họ Crambidae.